# Christian Bavier
Christian Bavier (* 9. Januar 1767 in Chur; † 1837 ebenda) war ein Schweizer reformierter Theologe.

## Leben
Christian Bavier wurde am 9. Januar 1767 als Sohn einer alten, bedeutenden Familie in Chur geboren und besuchte dort die Schulen. Nach 1786 studierte er an der Universität Tübingen evangelische Theologie. Im Jahr 1788 nahm man ihn in Jenins in die evangelisch-rätische Synode auf. Noch im gleichen Jahr wurde er Feldprediger. Als er 1791 zurückkehrte, wurde er in  Chur Freiprediger und Katechet.
Nach der Besetzung Graubündens durch Österreich im Jahr 1799 wurde Bavier als einer von insgesamt 80 Geiseln nach Innsbruck gebracht und von dort später nach Graz. Nach einer zweijährigen Gefangenschaft wurde er wieder freigelassen. Während der Gefangenschaft litt seine Gesundheit stark, dennoch versuchte er, den anderen Gefangenen seelsorgerisch zu helfen. 1802 wurde er Pfarrer der Martinskirche in Chur.
1809 verliess er Chur und wurde in St. Gallen zum Pfarrer gewählt. Diese Stelle behielt er bis 1836, als er in den Ruhestand trat. Diesen verbrachte er in Chur, wo er im 1837 verstarb.

## Werke
- Drey Deportations-Reden nebst einigen andern kleinen Aufsätzen (Ulm 1802)
- Die schöne und freye Schweiz. Ein Wort an mein Vaterland (Chur 1814)
- Inschrift auf Zwingli's Hütte, zu Wildenhaus im Toggenburg. Nebst einer Rede über die Frage: Was ist die Religion? (Chur 1818)